# Вологез VI
Вологез VI — предположительно, царь Парфии из династии Аршакидов.
Его история мало известна. Существуют монеты, отчеканенные от его имени в период 227/228 гг. н. э. — после падения власти парфянских Аршакидов в результате переворота во главе с Ардаширом I из династии Сасанидов. Вероятно, был представителем династии Аршакидов, ещё некоторое время удерживавшим власть в отдалённых восточных провинциях бывшего Парфянского царства — до полного установления контроля над ними со стороны Сасанидов.